# 巴特爾鄉
46°42′N 21°49′E / 46.700°N 21.817°E
巴特爾鄉（羅馬尼亞語：Comuna Batăr, Bihor），是羅馬尼亞的鄉份，位於該國西北部，由比霍爾縣負責管轄，面積127平方公里，海拔高度100米，2007年人口5,173，人口密度每平方公里41人。